# 莎瑪·希恩
莎瑪·希恩·希梅內斯（西班牙語：Salma Hayek Jiménez，1966年9月2日—），墨西哥-美國女演員、導演、影視製作人。她至今共出演、執導過30部電影、電視節目，著作有：《戀愛心曲》、《揮灑烈愛》、《毒網》、《週六夜現場》、《丑女贝蒂》等。
莎瑪·希恩是首個被提名奧斯卡最佳女主角獎的墨西哥人，亦是第二個被提名這獎的拉丁美洲人。

## 生平
莎瑪·希恩在1966年於墨西哥韋拉克魯斯州夸察夸爾科斯出生。父親是油公司的總裁，母親則是歌劇演唱者。有一弟Sami，是家具設計師。

## 演艺生涯
早期是在墨西哥參演連續劇，開始嶄露頭角。1991年移居美國洛杉磯，開始參演電影，但沒有因此大紅。

## 事业反弹
2002年，海耶克终于等来了一部似乎是专门为她量身定做的剧本，在人物传记片《揮灑烈愛》（Frida）中成功扮演了墨西哥超现实主义女画家芙烈達·卡蘿（Frida Kahlo）。

## 婚姻生活
2007年3月，希恩宣布与法国亿万富翁、全球三大奢侈品集团之一的PPR总裁弗朗索瓦-亨利·皮诺订婚，同时对外公开怀孕的消息。同年9月，希恩诞下千金，取名为瓦伦蒂娜·帕洛玛·海耶克·皮诺（Valentina Paloma Hayek Pinault）。两人的发言人却分别对外宣布取消婚约。不过，经历了情变的两人于情人节当日在巴黎“秘密完婚”，在意大利威尼斯的凤凰剧院补办豪华婚礼。

## 電影
- 1993年《辛巴达》（The Sinbad Show）
- 1993年《我的疯狂生活》（My Crazy Life）
- 1995年《对抗性游戏》（Fair Game）
- 1995年《英雄不流淚》（Desperado）
- 1995年《神秘的小巷》（Miracle Alley）
- 1996年《亡命悍将》（Fled）
- 1996年《惡夜追殺令》（From Dusk Till Dawn）
- 1996年《延时灯》（Follow Me Home）
- 1997年《激情恋人》（Breaking Up）
- 1997年《朱丽叶漫游记》（Who the Hell Is Juliette?）
- 1997年《傻爱成真》（Fools Rush In）
- 1998年《老師不是人》（The Faculty）
- 1998年《加里的速度》（The Velocity of Gary）
- 1998年《54激情俱乐部》（54）
- 1999年《飙风战警》（Wild Wild West）
- 1999年《没人写信给上校》（No One Writes to the Colonel）
- 1999年《怒犯天条》（Dogma）
- 2000年《毒品交易》（Traffic）
- 2000年《灵欲的乐章》（Living It Up）
- 2000年《傻蛋一箩筐》（Chain of Fools）
- 2000年《时间代码》（Time code）
- 2001年《旅馆》（Hotel）
- 2002年《揮灑烈愛》（Frida）
- 2003年《墨菲的法则》（Murphy's Law）
- 2003年《墨西哥往事》（Once Upon a Time in Mexico）
- 2004年《日落之后》（After the Sunset）
- 2006年《侠盗魅影》（"Bandidas"）
- 2006年《问尘情缘》（Ask the Dust）
- 2006年《丑女贝蒂》（Ugly Betty）
- 2006年《芳心谋杀案》（Lonely Hearts）
- 2007年《纵横宇宙》（Across the Universe）
- 2009年《我为喜剧狂》（30 ROCK）
- 2009年《Banda,La》
- 2009年《向达伦大冒险》（Cirque du Freak）
- 2010年《亞當等大人》（Grown Ups）
- 2010年《久久戒酒》（Keep Coming Back）
- 2011年 《穿靴子的猫》（Puss in Boots）
- 2012年《野蛮人》（Savages）
- 2012年《肉腳擂台》（Here Comes the Boom）
- 2013年《亞當等大人2》（Grown Ups 2）
- 2015年《異色童話集》（Tale of Tales）
- 2017年《殺手保鑣》（The Hitman's Bodyguard）
- 2017年《上流夜宴》（Beatriz at Dinner）
- 2021年《殺手保鑣2》（Hitman's Wife's Bodyguard）
- 2021年《永恆族》（Eternals）
- 2023年《舞力麥克：最後一跳》（Magic Mike's Last Dance）
- 2024年《不流血》（Without Blood）

## 資料來源
1. ↑  . Entertainment Weekly (1275). Sep 6, 2013: 25.
2. ↑  . The Star-Ledger. 2009-04-27  [2010-08-09]. （原始内容存档于2010-05-10）.

## 外部連結
- 塞尔玛·海耶克为爽约道歉，解放日报报业集团网站。
- 莎瑪·海耶克在互联网电影资料库（IMDb）上的資料（英文）
- People.com的莎瑪·希恩。
- 莎瑪·希恩的Instagram帳戶